# Sneatînka, Drohobîci
Sneatînka (în ucraineană Снятинка) este localitatea de reședință a comunei Sneatînka din raionul Drohobîci, regiunea Liov, Ucraina.

## Demografie
Componența lingvistică a localității Sneatînka
     Ucraineană (99,46%)
     Alte limbi (0,54%)
Conform recensământului din 2001, majoritatea populației localității Sneatînka era vorbitoare de ucraineană (99,46%), existând în minoritate și vorbitori de alte limbi.